# Subdivisions d'Oudmourtie

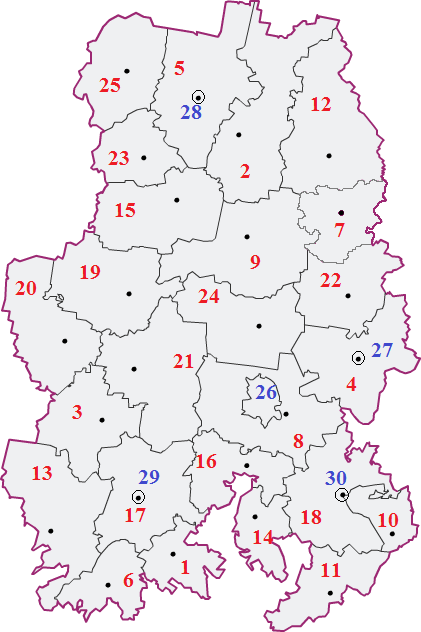
Raïons :
1.Alnachski, 2.Balezinski, 3.Vavojski, 4.Votkinski, 5.Glazovski, 6.Grakhovski, 7.Debesski, 8.Zavyalovski, 9.Igrinski, 10.Kambarski, 11.Karakulinski, 12.Kezski, 13.Kiznerski, 14.Kiyasovski, 15.Krasnogorski, 16.Malopurginski, 17.Mozhginski, 18.Sarapulski, 19.Seltinski, 20.Syumsinski, 21.Uvinski, 22.Sharkanski, 23.Yukamenski, 24.Yakshur-Bodyinski, 25.Yarsky
Villes :
26.Ijevsk, 27.Votkinsk, 28.Glazov, 29.Mojga, 30.Sarapoul

La République d'Oudmourtie est divisée en cinq villes et vingt-cinq raïons.